# Патрик, Клод
Клод Патрик (англ. Claude Patrick; род. 14 июня 1980, Миссиссога, Онтарио) — канадский боец смешанного стиля, представитель полусредней весовой категории. Выступал на профессиональном уровне в 2002—2011 годах, известен по участию в турнирах бойцовских организаций UFC, KOTC, IFL и др.

## Биография
Клод Патрик родился 14 июня 1980 года в городе Миссиссога провинции Онтарио, Канада. Выходец из семьи ямайского происхождения.
В возрасте тринадцати лет начал заниматься карате, позже практиковал муай-тай и бразильское джиу-джитсу. Впоследствии увлёкся ММА, тренировался вместе с такими известными бойцами как Шон Пирсон и Марк Бочек.

### Начало профессиональной карьеры
Дебютировал в смешанных единоборствах на профессиональном уровне в марте 2002 года, выиграв у своего соперника техническим нокаутом в первом раунде. В следующем поединке встретился с Дрю Макфедрисом и уступил ему единогласным решением судей. Дрался в основном в небольших канадских промоушенах, сделав впоследствии достаточно длинную победную серию.
В 2006 году одержал две победы на турнирах King of the Cage, после чего отметился победой в клубной лиге International Fight League. В это время постоянно проживал в Монреале, где проходил подготовку с сильнейшими канадскими бойцами ММА, в том числе с Жоржем Сен-Пьером.
В 2008 году завоевал титул чемпиона TFC в полусредней весовой категории, который затем благополучно защитил.

### Ultimate Fighting Championship
Имея в послужном списке 11 побед и только одно поражение, Патрик привлёк к себе внимание крупнейшей бойцовской организации мира и в марте 2010 года подписал с ней долгосрочный контракт. Дебютировал в октагоне UFC в июне на домашнем турнире в Ванкувере — во втором раунде с помощью «гильотины» принудил к сдаче Рикарду Фунша.
В октябре 2010 года единогласным решением судей выиграл у Джеймса Уилкса, победителя девятого сезона бойцовского реалити-шоу The Ultimate Fighter.
В апреле 2011 года в достаточно близком бою по очкам взял верх над Дэниелом Робертсом.
Заменил травмировавшегося Рори Макдональда в бою с Брайаном Эберсоулом на турнире UFC 140 в декабре 2011 года — противостояние между бойцами продлилось все отведённые три раунда, в итоге судьи раздельным решением отдали победу Эберсоулу.
На июль 2012 года планировался бой против Джеймса Хеда, но Патрик получил травму и вынужден был отказаться от поединка — в конечном счёте его заменили Брайаном Эберсоулом.
После достаточно длительного бездействия Патрик наконец привёл своё здоровье в порядок и изъявил желание выступить на турнире UFC 174 в Ванкувере в июне 2014 года. Однако в итоге он так и не выступил на этом турнире.

## Статистика в профессиональном ММА
| Боёв 16  | Побед 14 | Поражений 2 |
| -------- | -------- | ----------- |
| Нокаутом | 3        | 0           |
| Сдачей   | 9        | 0           |
| Решением | 2        | 2           |

| Результат | Рекорд | Соперник           | Способ                    | Турнир                            | Дата             | Раунд | Время | Место            | Примечание                                                  |
| --------- | ------ | ------------------ | ------------------------- | --------------------------------- | ---------------- | ----- | ----- | ---------------- | ----------------------------------------------------------- |
| Поражение | 14-2   | Брайан Эберсоул    | Раздельное решение        | UFC 140                           | 10 декабря 2011  | 3     | 5:00  | Торонто, Канада  |                                                             |
| Победа    | 14-1   | Дэниел Робертс     | Единогласное решение      | UFC 129                           | 30 апреля 2011   | 3     | 5:00  | Торонто, Канада  |                                                             |
| Победа    | 13-1   | Джеймс Уилкс       | Единогласное решение      | UFC 120                           | 16 октября 2010  | 3     | 5:00  | Лондон, Англия   |                                                             |
| Победа    | 12-1   | Рикарду Фунш       | Сдача (гильотина)         | UFC 115                           | 12 июня 2010     | 2     | 1:48  | Ванкувер, Канада |                                                             |
| Победа    | 11-1   | Мэтт Макграт       | Сдача (гильотина)         | AMMA 2: Vengeance                 | 5 февраля 2010   | 3     | 2:29  | Эдмонтон, Канада |                                                             |
| Победа    | 10-1   | Дэниел Грандмейсон | Сдача (гильотина)         | Canadian Fighting Championship 3  | 13 ноября 2009   | 1     | 2:42  | Виннипег, Канада |                                                             |
| Победа    | 9-1    | Дейв Мазани        | TKO (удары руками)        | TFC 6: Domination                 | 20 марта 2009    | 2     | 2:27  | Эдмонтон, Канада | Защитил титул чемпиона TFC Canadian MMA в полусреднем весе. |
| Победа    | 8-1    | Виктор Бахман      | Сдача (гильотина)         | TFC 5: Armageddon                 | 5 декабря 2008   | 1     | 4:48  | Эдмонтон, Канада | Выиграл титул чемпиона TFC Canadian MMA в полусреднем весе. |
| Победа    | 7-1    | Дэн Чемберс        | Сдача (удушение север-юг) | TFC 3: This Means War             | 31 мая 2008      | 1     | 0:51  | Эдмонтон, Канада |                                                             |
| Победа    | 6-1    | Рэй Стейнбейсс     | Сдача (гильотина)         | 2006 International Fight League   | 23 сентября 2006 | 1     | 3:12  | Молин, США       |                                                             |
| Победа    | 5-1    | Нил Берри          | Сдача (удушение сзади)    | King of the Cage: Widowmaker      | 18 июня 2006     | 1     | N/A   | Эдмонтон, Канада |                                                             |
| Победа    | 4-1    | Крис Пик           | Сдача (гильотина)         | King of the Cage: Karnage         | 22 апреля 2006   | 1     | 1:31  | Калгари, Канада  |                                                             |
| Победа    | 3-1    | Мандела Кпону      | Сдача (удушение сзади)    | APEX: Undisputed                  | 3 сентября 2005  | 1     | 3:26  | Монреаль, Канада |                                                             |
| Победа    | 2-1    | Маркус Селестин    | TKO (удары коленями)      | Ultimate Generation Combat 10     | 23 апреля 2005   | 1     | 2:55  | Квебек, Канада   |                                                             |
| Поражение | 1-1    | Дрю Макфедрис      | Единогласное решение      | UCC 10: Battle for the Belts 2002 | 15 июня 2002     | 3     | 5:00  | Квебек, Канада   |                                                             |
| Победа    | 1-0    | Гийом Дерозье      | TKO (удары руками)        | UCC 8: Fast and Furious           | 30 марта 2002    | 1     | 2:06  | Римуски, Канада  |                                                             |